# Dendrophorbium catharinense
Dendrophorbium catharinense là một loài thực vật có hoa trong họ Cúc. Loài này được (Dusén ex Cabrera) C.Jeffrey mô tả khoa học đầu tiên năm 1992.